# جيري بلفنز
جيري بلفنز (بالإنجليزية: Jerry Blevins)‏ هو لاعب كرة قاعدة أمريكي، ولد في 6 سبتمبر 1983 في جونسون سيتي في الولايات المتحدة.

## وصلات خارجية
- جيري بلفنز على موقع دوري كرة القاعدة الرئيسي (الإنجليزية)
- جيري بلفنز على موقعبيزبول رفرنس.كوم (الدوري الرئيسي) (الإنجليزية)
- جيري بلفنز على موقعبيزبول رفرنس.كوم (الدوري الثانوي) (الإنجليزية)
- جيري بلفنز على موقع إي إس بي إن.كوم (أم.أل.بي) (الإنجليزية)
- جيري بلفنز على موقع مشجعي الرسوم البيانية (الإنجليزية)